# Косвенные падежи
Косвенные падежи (лат. casus obliquus) — все падежи, кроме именительного (иногда также винительного и звательного; эти падежи называют прямыми). Косвенные падежи могут употребляться с предлогами или без них, за исключением предложного падежа, который всегда употребляется с предлогами.
Существительное в прямом падеже как правило является подлежащим.
Такие падежи называются «косвенными», в отличие от именительного, который является «исходным», называющим слово вне языкового контекста; остальные падежи являются лишь отклонениями от него.